# Martin Hüttner
Martin Hüttner (* 2. April 1928 in Halle an der Saale) ist ein deutscher Historiker.
Er lehrte am Freiherr-vom-Stein-Gymnasium in Berlin-Spandau (Oberstudienrat 1968, 30 Jahre Zugehörigkeit zum Kollegium 1987).

## Schriften
- Bismarcks Entlassung im geschichtlichen Urteil bei Historikern in Deutschland 1945–1995. Haag und Herchen, Frankfurt am Main, 2006. ISBN 3-89846-387-7
- Bismarck’s Fall from power im geschichtlichen Urteil bei Historikern in England und in den USA 1945–1995. Haag und Herchen, Frankfurt am Main, 2003. ISBN 3-89846-234-X
- Anschauungen und Auffassungen der deutschen Gewerkschaftspresse in der Darstellung und Beurteilung des italienischen Faschismus und des Nationalsozialismus 1925–1933. Haag und Herchen, Frankfurt am Main, 1999. ISBN 3-86137-834-5
- Bismarcks Sturz an den Iden des März 1890 in historischer Literatur. Haag und Herchen, Frankfurt am Main, 1997. ISBN 3-86137-527-3
- Politische Weltkunde. Klausur – Grundkurs – Abitur. Haag und Herchen, Frankfurt am Main, 1995 (2. Aufl.). ISBN 3-86137-272-X
- Wilhelm Weitling als Frühsozialist. Essay. Haag und Herchen, Frankfurt am Main, 1994 (2. Aufl.). ISBN 3-86137-127-8
- Versuch einer zeitgeschichtlichen Analyse während des Kalten Krieges. Eine Rede an Abiturienten. Haag und Herchen, Frankfurt am Main, 1992. ISBN 3-89228-817-8